# Barnowiec (Petite-Pologne)
Pour les articles homonymes, voir Barnowiec.
Barnowiec (prononciation : [barˈnɔvʲɛt͡s]), egalement connue sous le nom ukrainien de Barnovets’ (ukrainien : Барновець), est une localité polonaise de la gmina de Łabowa, située dans le powiat de Nowy Sącz en voïvodie de Petite-Pologne.